# Billings (Russia)
Billings (in russo: Биллингс) è una località rurale (un selo) nel rajon di Iul'tinskij del Circondario autonomo della Čukotka, in Russia. La popolazione è di 193 (Censimento gennaio 2016).

## Clima
| Billings (1991-2020) Fonte: | Mesi         | Mesi         | Mesi         | Mesi         | Mesi         | Mesi         | Mesi        | Mesi        | Mesi         | Mesi         | Mesi         | Mesi         | Stagioni | Stagioni | Stagioni | Stagioni | Anno  |
| Billings (1991-2020) Fonte: | Gen          | Feb          | Mar          | Apr          | Mag          | Giu          | Lug         | Ago         | Set          | Ott          | Nov          | Dic          | Inv      | Pri      | Est      | Aut      | Anno  |
| --------------------------- | ------------ | ------------ | ------------ | ------------ | ------------ | ------------ | ----------- | ----------- | ------------ | ------------ | ------------ | ------------ | -------- | -------- | -------- | -------- | ----- |
| T. max. media (°C)          | −22,7        | −22,8        | −19,9        | −12,5        | −1,8         | 5,5          | 8,1         | 7,2         | 3,6          | −3,7         | −11,6        | −19,2        | −21,6    | −11,4    | 6,9      | −3,9     | −7,5  |
| T. media (°C)               | −26,0        | −26,1        | −23,6        | −16,5        | −4,8         | 2,2          | 4,4         | 4,1         | 1,4          | −6,2         | −15,0        | −22,4        | −24,8    | −15,0    | 3,6      | −6,6     | −10,7 |
| T. min. media (°C)          | −29,4        | −29,4        | −27,0        | −20,3        | −7,7         | −0,2         | 1,9         | 2,1         | −0,3         | −8,6         | −18,5        | −25,8        | −28,2    | −18,3    | 1,3      | −9,1     | −13,6 |
| T. max. assoluta (°C)       | 7,8 (1971)   | 5,5 (2017)   | 6,2 (2017)   | 9,1 (1990)   | 12,8 (1970)  | 24,6 (2015)  | 29,0 (2003) | 25,5 (1974) | 18,1 (2018)  | 10,9 (2018)  | 5,2 (1992)   | 6,0 (1964)   | 7,8      | 12,8     | 29,0     | 18,1     | 29,0  |
| T. min. assoluta (°C)       | −49,3 (1964) | −50,7 (1978) | −45,3 (1988) | −40,6 (2000) | −33,8 (1964) | −13,0 (1983) | −3,9 (1957) | −6,1 (1956) | −16,3 (1987) | −33,9 (1957) | −40,4 (1993) | −45,4 (1979) | −50,7    | −45,3    | −13,0    | −40,4    | −50,7 |
| Precipitazioni (mm)         | 9            | 9            | 7            | 9            | 11           | 13           | 25          | 27          | 24           | 24           | 20           | 12           | 30       | 27       | 65       | 68       | 190   |